# 牛街庄站 (地铁)
牛街庄站是昆明地铁4号线的地铁车站，位于中华人民共和国云南省昆明市官渡区贵昆路与德康路交叉口，于2020年9月23日开通。

## 车站结构
牛街庄站位于贵昆路与德康路交叉口，沿贵昆路设置，呈东西走向，为地下三层岛式站台车站，车站长146米，宽22米，车站地下一层为站厅层，地下二层为设备层，地下三层为站台层，站台设置全高站台门。
| 地面              | 出入口 | B、D出入口 |
| 地下一层          | 站厅   | 客服中心、自动售票机、验票机                                                                                    |
| 地下二层          | 设备   | 车站设备 |
| 地下三层          | 站台   | \| \| \| █ 4号线往金川路（和甸营） \| \| 島式 · 開左邊车门 \| \| \| \| \| \| █ 4号线往昆明南火车站（朱家村） \| |
|                   |        | █ 4号线往金川路（和甸营）                                                                                       |
| 島式 · 開左邊车门 |        | |
|                   |        | █ 4号线往昆明南火车站（朱家村）                                                                                 |

## 出入口
牛街庄站目前开放2个出入口，各出口及周围设施如下所示：
| 编号                  | 地点   | 建议前往的目的地                               | 照片 |
| --------------------- | ------ | ---------------------------------------------- | ---- |
| 出口 · B · 升降机标志 | 贵昆路 | 昆明杏德医院、牛街庄单身公寓、牛街庄住宅小区   |      |
| 出口 · D              | 贵昆路 | 昆铁益民小区、滇戏博物馆、昆明铁路局昆明车务段 |      |
| 註： 設有             |        |                                                |      |

## 接驳交通

### 公交车
- 牛街庄：11路，108路，188路，238路，270路，C12路，K1路，Z133路

## 车站历史
本站建设时期工程名为麻苴站，开通前确定以牛街庄站作为车站正式名称。而车站南侧相邻的工程名为牛街庄的车站被命名为朱家村站。
- 2018年1月30日，车站主体结构封顶[2]。
- 2020年9月23日，车站随4号线通车开通[1]。